# Chambilly
Chambilly település Franciaországban, Saône-et-Loire megyében. Lakosainak száma 471 fő (2022. január 1.). Chambilly Bourg-le-Comte, Artaix, Baugy, Céron és Marcigny községekkel határos.

## Népesség
A település népességének változása:
| Lakosok száma | 502  | 509  | 518  | 511  | 514  | 513  | 499  | 485  | 471  |
|               | 2013 | 2015 | 2016 | 2017 | 2018 | 2019 | 2020 | 2021 | 2022 |